# Rzepicha błotna
Rzepicha błotna (Rorippa palustris) – gatunek rośliny należący do rodziny kapustowatych. Gatunek kosmopolityczny, szeroko rozprzestrzeniony na kuli ziemskiej. Rośnie dziko na wszystkich kontynentach półkuli północnej, a także na Kubie, Haiti, w Australii i Nowej Zelandii oraz w Ameryce Południowej. W Polsce częsty.

## Morfologia

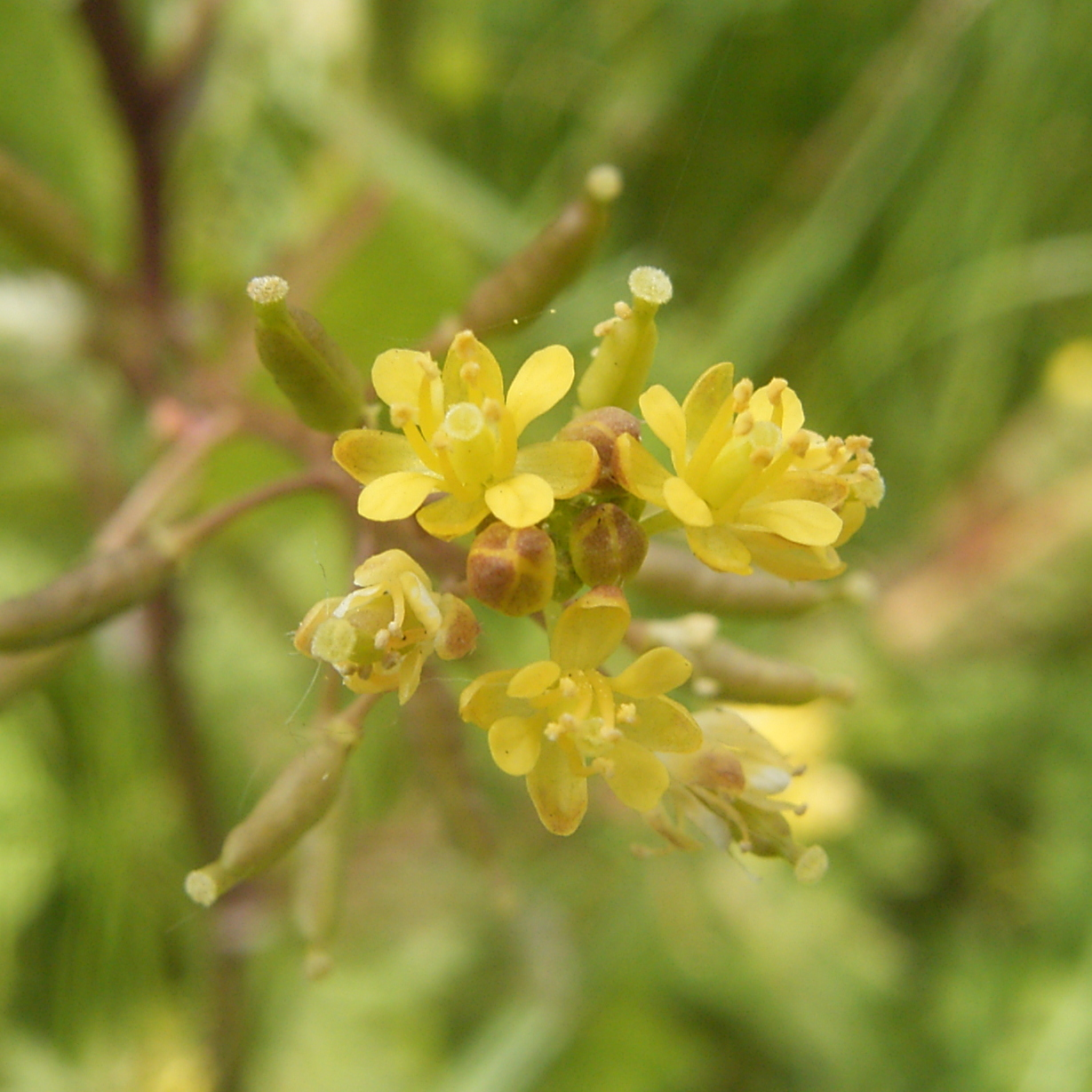
Kwiaty

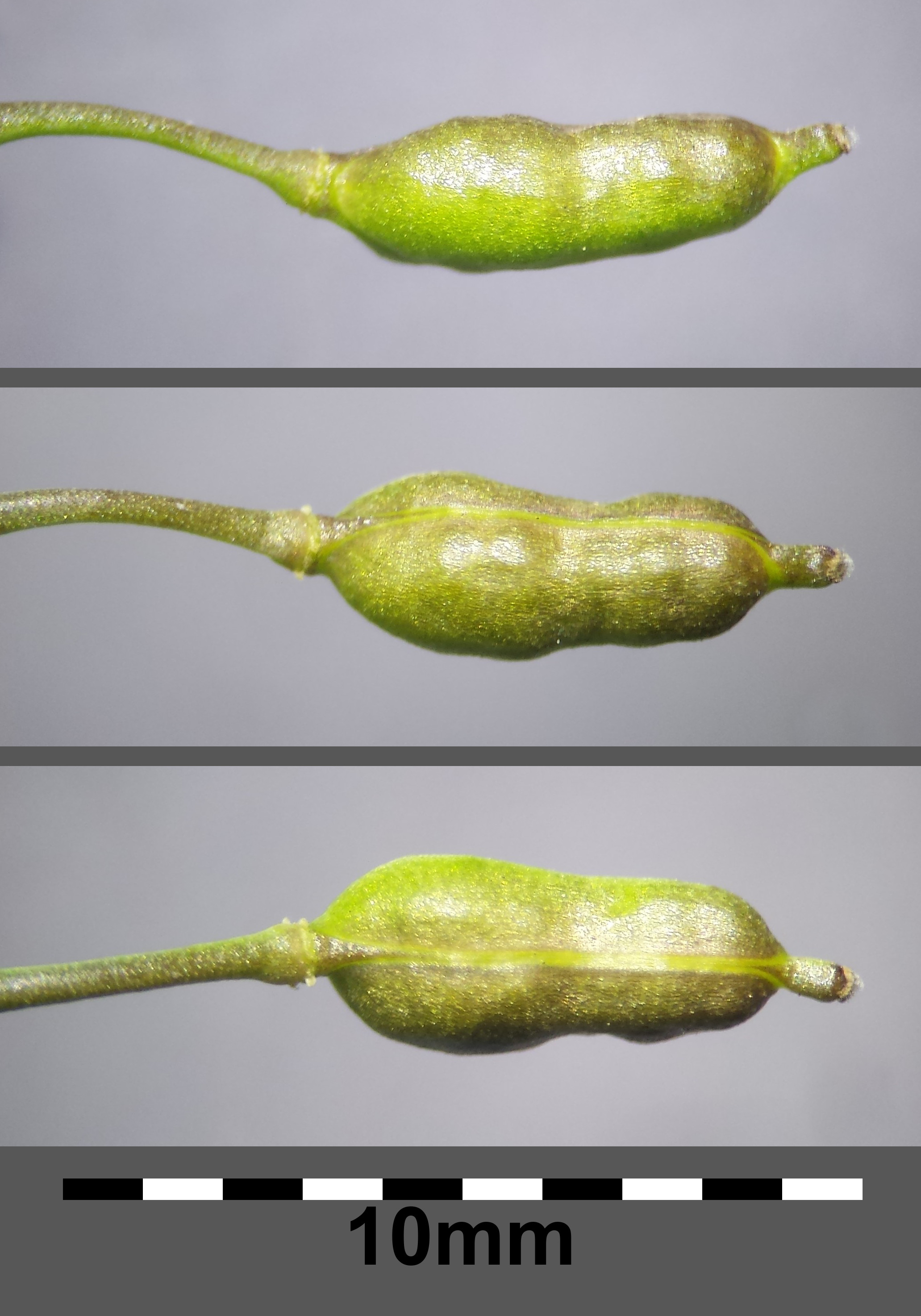
Owoce

PokrójRoślina jedno- lub dwuletnia, dość skąpo owłosiona lub naga.
ŁodygaKanciasta, dęta, podnosząca się lub wyprostowana. Wysokość do 60 cm.
LiścieLirowate, pierzastodzielne z karbowato wyciętymi odcinakami bocznymi. Dolne liście na ogonkach, górne siedzące lub krótkoogonkowe.
KwiatyMałe, z jasnożółtymi płatkami korony tak długimi jak działki kielicha, zebrane w luźne baldachogrono.

## Biologia i ekologia
Roślina jednoroczna, czasami tylko dwuletnia. Siedlisko: miejsca wilgotne lub mokre, brzegi rzek, rowy, pola (chwast), drogi.  W klasyfikacji zbiorowisk roślinnych gatunek charakterystyczny dla Cl. Bidentetea tripartiti. Kwitnie od czerwca do września 

## Zmienność
Tworzy mieszańce z rzepichą leśną.